# مدار البرتقال (رواية)
مدار البرتقال هي رواية تدور أحداثها في لوس أنجلوس والمكسيك مع مجموعة متنوّعة ومتعدّدة الأعراق من الشّخصيات من تأليف كارين تي ياماشيتا.
نُشرت الرّواية عام 1997، وتعد بشكل عام عملاً من أعمال الواقعية السّحرية ولكن يمكن أيضًا اعتبارها خيالًا علميًا، أو أدب ما بعد الاستعمار، أو الخيال التأملي، أو أدب ما بعد الحداثة، أو الأدب العالمي، أو الأدب عبر الوطني. 

## حبكة
تدور أحداث مدار البرتقال حول سبعة شخصيّات وخطوط؛ قصّة مميّزة ولكنّها مترابطة (مدرجة بالخط العريض أدناه). تغطّي القصّة سبعة أيّام، حيث يحصل كل يوم على وحدته الخاصّة، وتحصل كل شخصّية على فصل واحد لكل يوم.
في لوس أنجلوس، تطارد إيمي، مديرة الأخبار التّلفزيونية الأمريكيّة اليابانيّة، وعشيقها الصّحفي الّلاتيني غابرييل بالبوا، قصصًا جديرة بالّنشر عن كارثة محلّية، بما في ذلك التّوقف المروع على طريق هاربور السّريع وإنشاء نظام اجتماعي حضري جديد من خلال انتقال السّكان المشرّدين. في السيارات المهجورة.
أحد مصادر غابرييل الأكثر موثوقية هو بازوورم، وهو رجل أمريكيّ من أصل أفريقي يجوب شوارع لوس أنجلوس لتقديم النّصائح والمساعدة. يقدم بازوورم لغابرييل بعض النّصائح الجديرة بالنّشر، مثل وصول الطّرد الغامض إلى مطار لوس أنجلوس ووجود مانزانار موراكامي، وهو سانسي وطبيب سابق يدير حركة المرور على الطّريق السّريع من جسر علوي كما لو كانت سيمفونيات.
يمتلك غابرييل أيضًا منزلاً بالقرب من مازاتلان بالمكسيك، والّذي ترعاه الأمريكيّة المكسيكيّة رافائيلا كورتيس أثناء انفصالها عن زوجها بوبي نغو. منزل غابرييل المكسيكي هو موقع الحالات الشّاذة المبكرة الّتي أصبحت مرئية بشكل متزايد ومنتشرة على نطاق واسع مع تقدّم الرواية، بما في ذلك برتقالة خاصة تسقط من شجرة رافاييلا المفضلة في المنزل. يتمّ التقاط هذه البرتقالة بواسطة الغامض أركانجيل، الّذي يحمل الفاكهة عبر الحدود بين الولايات المتّحدة والمكسيك ومعها مدار الّسرطان. سمعت رافائيلا أيضًا محادثة بين رجلين مما جعلها تخشى على سلامتها وسلامة ابنها سول. في هذه الأثناء، بوبي، الّذي كان يحاول تحديد مكان رافائيلا وسول، تمّ إبلاغه بشكل غامض بوصول فتاة صينيّة صغيرة قد تكون أو لا تكون ابنة عمه.
بالإضافة إلى البرتقالة الغامضة، تتضمّن الحبكة حصادًا غير قانوني للأعضاء البشريّة في المكسيك، وشحنة من البرتقال المسموم من البرازيل، ومباراة مصارعة بين "سوبر نافتا NAFTA " و"جران موجادو"، وهي سيمفونية غامضة تربط الجميع في لوس أنجلوس، و لحظات يتشوّه فيها الزّمان والمكان.

## المواضيع الرئيسية
من الأمور المركزيّة لأهميّة مدار البرتقال هو عملها في إبعاد الرّوايات المعياريّة عن العرق والفضاء في لوس أنجلوس ونصوصها الثّقافية. تقول الباحثة الأدبية الأمريكيّة الآسيويّة روث هسو أنّ صور الرّواية "تحطّ من مكانة الرّوايات الأنجلو-أوروبية الأمريكية المهيمنة حول لوس أنجلوس، تلك الّتي تمكّن وتحافظ على الصّورة السّائدة للتفوّق الأبيض والغربي. والرّواية تفعل ذلك". من خلال الاستيلاء على وإعادة نشر المجازات المهيمنة لرسم الخرائط والجغرافيا بطرق ترسم خريطة الاستعمار الغربي والمواقع المدفونة (خطوط الطّول وخطوط العرض الّتي ظهرت في التّعبير المشروط عن التّاريخ) للأنهار والنّباتات والحيوانات ما قبل التّاريخ، والمقاومة "الأصليّة" بالإضافة إلى "الانتهاكات المستمّرة للأميركيين الأفارقة، والمهاجرين الآسيويين، واللاتينيين/مثلهم، على سبيل المثال لا الحصر من الآخرين الّذين يسكنون جغرافية لوس أنجلوس - بالمعنى العميق للكلمة". 
كتب علماء الكتابة النّسائية في العالم الثّالث ودراسات Chicana/o عن مدار البرتقال كنص يتضمّن عناصر شيكانيزمو Chicanismo لأنّه يتعامل مع قضايا الحدود الجيوسياسية المتنازع عليها. وقد ارتبط هذا بدراسة الهجرة والاستبعاد العرقي، ولكن أيضًا بربط الرّوابط بسياسات الشّتات بما يتجاوز المجموعات العرقيّة أو العنصريّة أو الوطنيّة الفرديّة. كتبت كلوديا سادوفسكي سميث: "تستخدم ياماشيتا نفس أساطير ما قبل الاستعمار للتّأكيد في نفس الوقت على المجموعات العابرة للحدود الوطنيّة والثّقافات الّتي تسكن المناطق الحدودية." 

## الأهمية الأدبية والاستقبال
لقد استقبل مدار البرتقال بشكل عام بشكل جيد وأشيد به بسبب طموحه ونطاقه، لكنّه انتقد بسبب سياساته الصّريحة. على سبيل المثال، كتبت جانيت كاي في صحيفة نيويورك تايمز أنّ الرّواية "ساخرة بشدّة" ولكنّها "مخيبة للآمال عندما تتّجه نحو المنزل، عندما تفسح جديّتها المرحة المجال في كثير من الأحيان لجدال متحذلق". 
تصف سارة لابري، مراجع الكتب في صحيفة لوس أنجلوس ويكلي، الرّواية بأنّها "صاخبة وطموحة وبعيدة المنال ومهووسة"، بينما صنفتها كواحدة من "أفضل روايات لوس أنجلوس". وصفت تقييمات كيركوس  بأنّه "نقاش طموح ولكنّه مزدحم ومروّع حول الهجرة والمشردين واتفاقيّة التّجارة الحرة لأمريكا الشّمالية (NAFTA) مع تحرك مدار السّرطان شمالًا." 
تلقّت الرّواية دراسة نقديّة واسعة النّطاق من علماء الأدب، وخاصّة في مجالات الأدب الأمريكي العرقي والأدب الأمريكي الآسيوي.